# Gayanahalli, Krishnarajanagara
Gayanahalli là một làng thuộc tehsil Krishnarajanagara, huyện Mysore, bang Karnataka, Ấn Độ.